# Fojana
Fojana – wieś w Słowenii, w gminie Brda. W 2018 roku liczyła 154 mieszkańców.